# Valy, Cheb
Valy là một làng thuộc huyện Cheb, vùng Karlovarský, Cộng hòa Séc.